# Boophis opisthodon
Boophis opisthodon és una espècie de granota de la família dels mantèl·lids endèmica de Madagascar.